# Prentice-Plateau
Das Prentice-Plateau ist eine 1850 m hoch gelegene und 15 km² große Hochebene im ostantarktischen Viktorialand. In der Olympus Range liegt sie westlich des Apollo Peak an der Nordseite des Oberen Victoria-Gletschers. Sie ist abgesehen von einigen blanken Felsvorsprüngen eisbedeckt.
Das Advisory Committee on Antarctic Names benannte das Plateau 2004 nach Michael L. Prentice von der University of New Hampshire, der ab 1983 über einen Zeitraum von 15 Jahren für das United States Antarctic Program unter anderem in den Antarktischen Trockentälern tätig war.